# Bathanthidium atriceps
Bathanthidium atriceps là một loài Hymenoptera trong họ Megachilidae. Loài này được Morawitz mô tả khoa học năm 1890.